# Šimko
Šimko je priimek več oseb:
- Ivan Šimko, slovaški politik
- Vladimir Stepanovič Šimko, sovjetski general